# Арат Сікіонський
Арат Сікіонський (дав.-гр. Ἄρατος; 271, Сікіон — 213 до н. е.) — державний діяч епохи еллінізму.

## Біографія
Син Клініаса, загиблого в політичній боротьбі в рідному місті Сікіоні. Вихований у вигнанні в Аргосі, Арат повернувся до Сікіона і за допомогою єгипетського царя Птолемея II Філадельфа звільнив рідне місто від панування тирана Нікокла.
253 до н. е., відновивши демократичний лад у місті, Арат приєднав Сікіон до Ахейського союзу, який завдяки його впливу отримав велику силу і значення. З того часу Арат був до своєї смерті головним керівником Ахейського союзу, на чолі якого він перебував як стратег з 245 до н. е. більше 17 разів.
Покликанням Антигона Досона на допомогу проти спартанського царя Клеомена III 223 до н. е. Арат передав Ахейський союз фактично у владу македонян, щоб таким чином позбутися влади спартанців.
Він помер у 213 до н. е. від отрути, яку велів піднести йому Філіпп V Македонський.
Арат залишив «Записки», котрі слугували джерелом цього часу для Полібія та Плутарха.

## Посилення
- Українська радянська енциклопедія : у 12 т. / гол. ред. М. П. Бажан ; редкол.: О. К. Антонов та ін. — 2-ге вид. — К. : Головна редакція УРЕ, 1974–1985.
- Савелий В. А. Образование Ахейского союза. Деятельность Арата. Одесса, 1986